# American Thread Building
L'American Thread Building est un bâtiment historique situé au 260 West Broadway, au coin de Beach Street, dans le quartier Tribeca du sud de Manhattan, à New York. Le bâtiment de onze étages a été conçu dans le style néo-Renaissance par l'architecte William B. Tubby et construit en 1896. Il était à l'origine connu sous le nom de Wool Exchange Building et appartenait à la Wool Warehouse Company. L'entreprise de laine n'a pas réussi et le bâtiment a été acquis par l'American Thread Company en 1907 et a été rénové et converti en lofts de vie / de travail en 1981. 
Le bâtiment a été ajouté au registre national des lieux historiques le 20 janvier 2005. 

## Dans la culture populaire
En 2007, une rénovation de l'une des unités a révélé une première œuvre de l'artiste Keith Haring. 